# Näs kungsgård

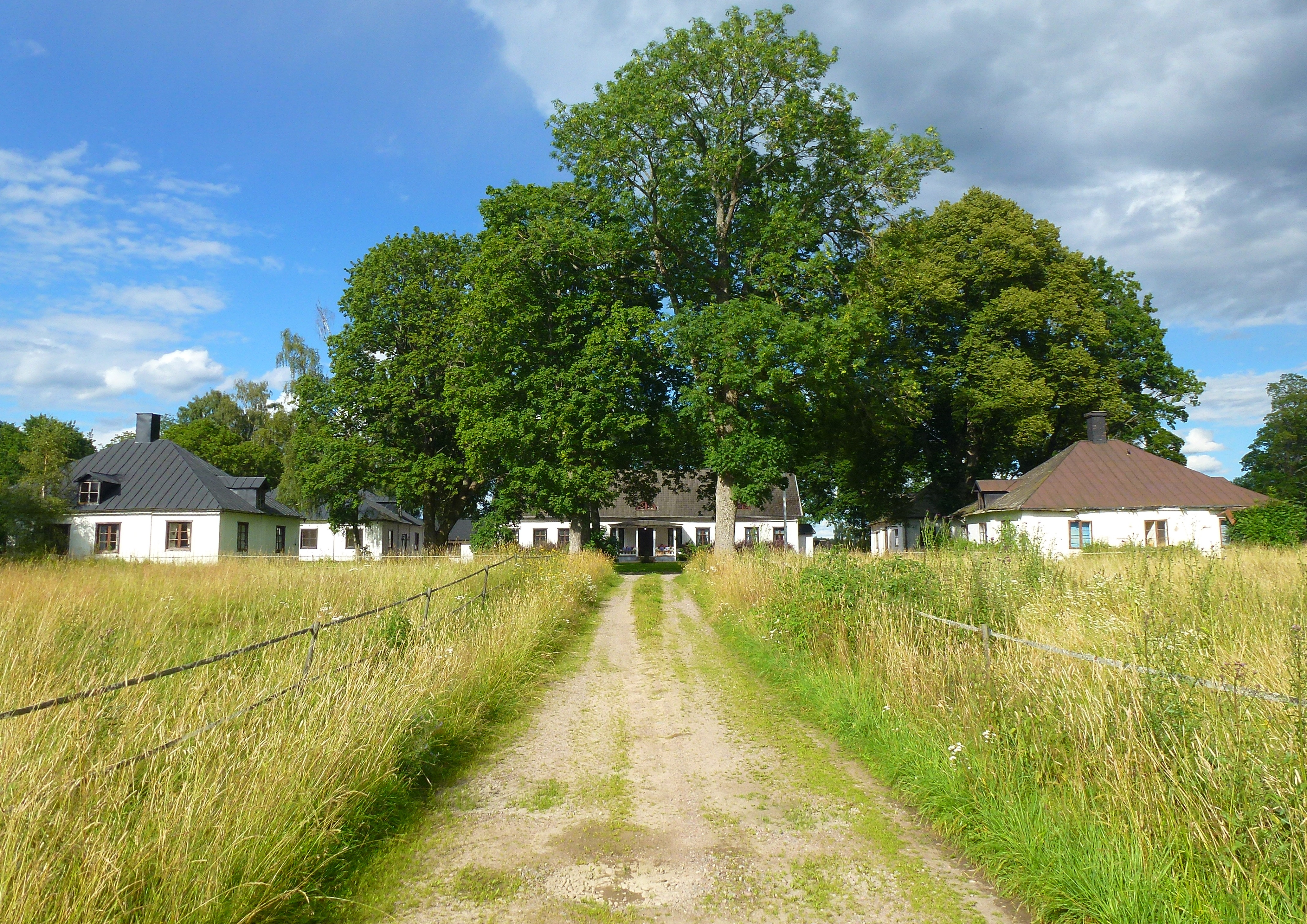
Näs kungsgård i augusti 2015.

Denna artikel handlar om kungsgården i Hedemora kommun. För andra gårdar med namnet Näs, se Näs (olika betydelser)
Näs är en tidigare kungsgård i Husby socken, Hedemora kommun i södra Dalarna som tillhörde Uppsala öd. Gården är ett av besöksmålen på natur- och kulturleden Husbyringen.

## Historik
Den timrade herrgårdsanläggningen i Näs var ursprungligen boställe för fogden över Näsgårds län och senare chefen för Dalregementet 1683–1813. Här föddes 1774 även Hans Hierta sedermera ledamot av Svenska Akademien och landshövding i Kopparbergs län. Gården består av en huvudbyggnad och dubbla, fristående flyglar. Nuvarande anläggning ritades år 1686 av Erik Dahlbergh efter arméns riktlinjer för översteboställen.

## Bilder

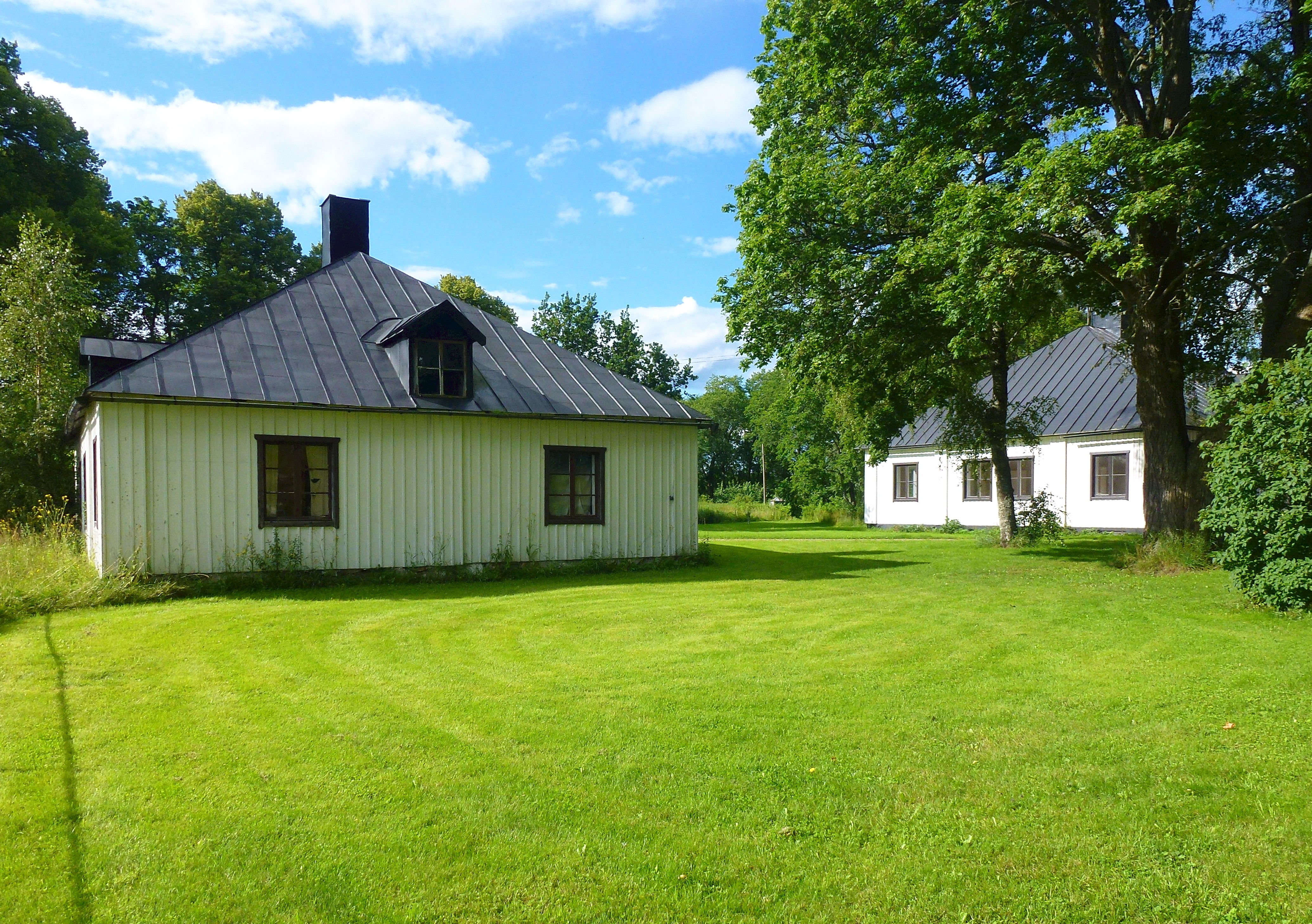
Näs kungsgård, västra flyglarna
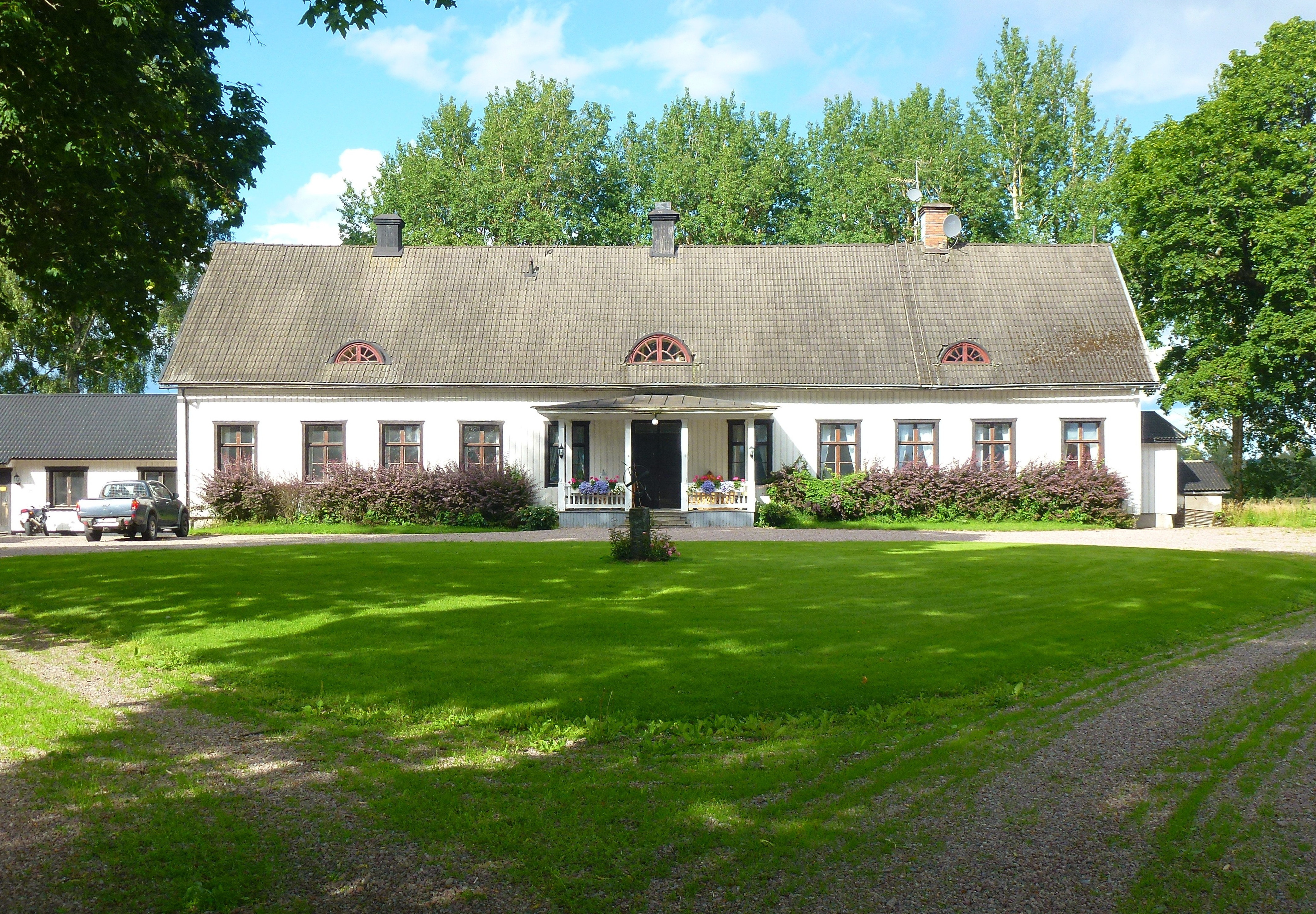
Näs kungsgård, huvudbyggnad
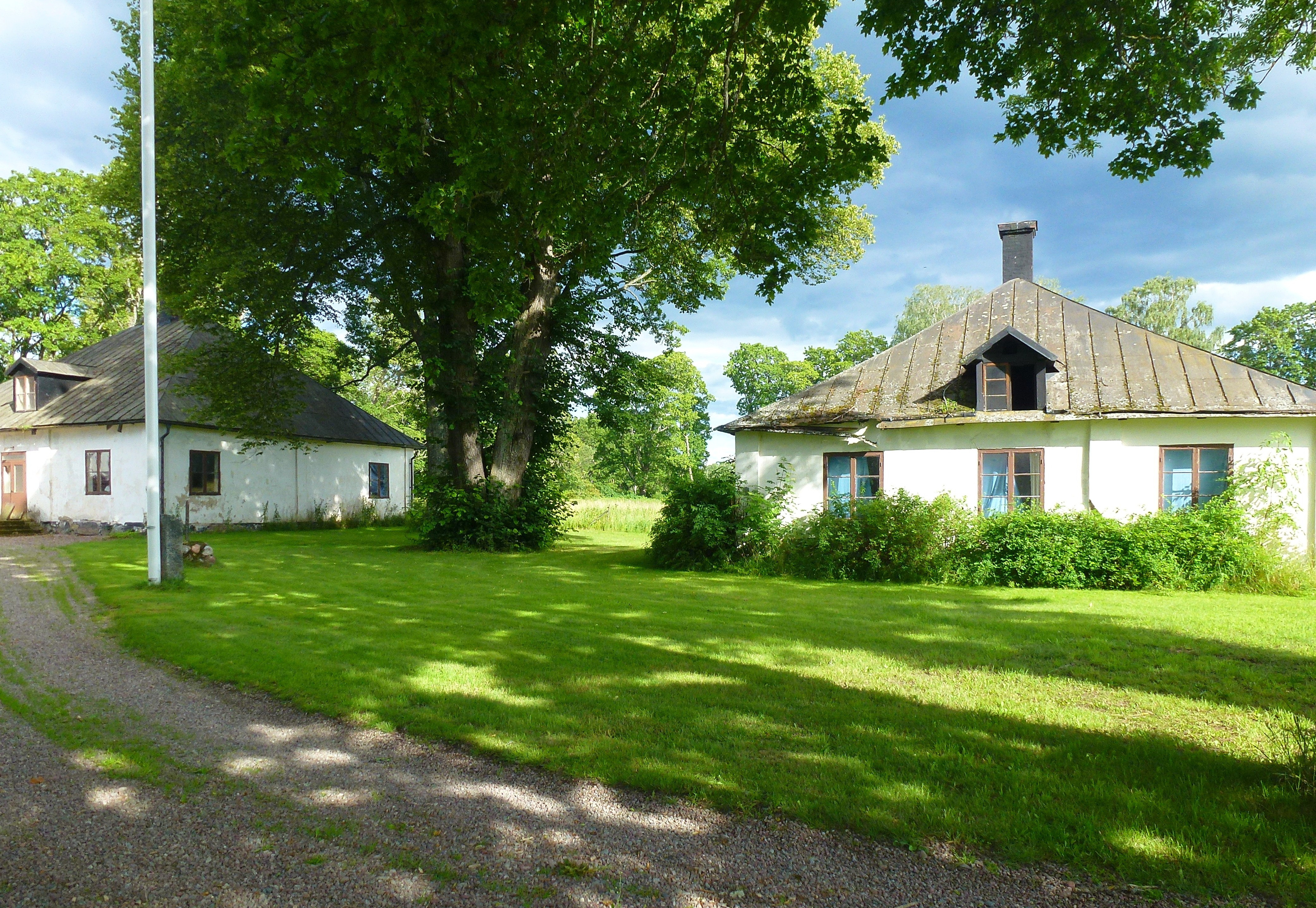
Näs kungsgård, östra flyglarna